# Ponte de Sor (freguesia)
A Freguesia de Ponte de Sor é uma extinta freguesia portuguesa do Município de Ponte de Sor que tinha 170,42 km² de área e 8 958 habitantes (2011), e, por isso, uma densidade populacional de 52,6 hab/km².

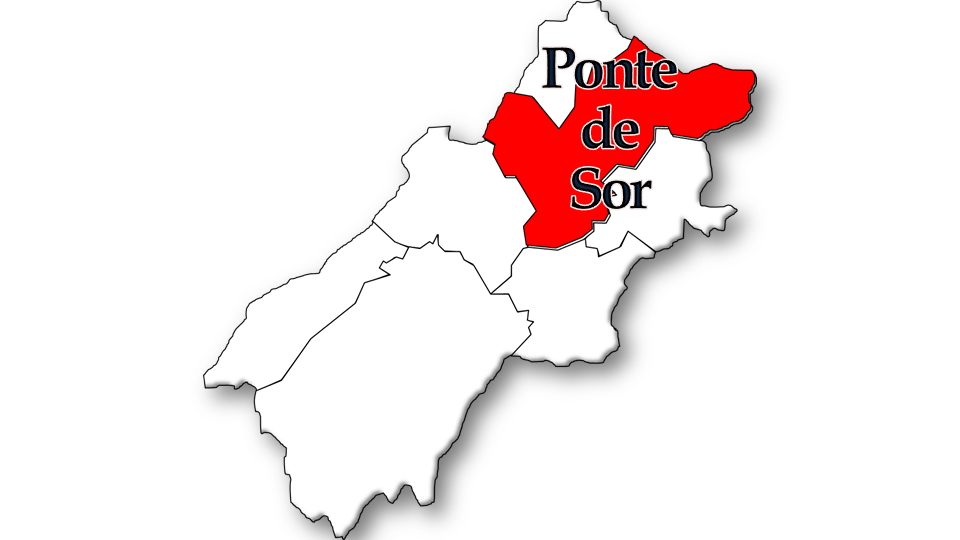
Localização no Município de Ponte de Sor

A Freguesia de Ponte de Sor foi extinta (agregada) pela última Reorganização administrativa do território das freguesias, de acordo com a Lei nº 11-A/2013 de 28 de Janeiro, tendo o seu território sido agregado ao das Freguesias de Tramaga e de Vale de Açor para constituir a Freguesia de Ponte de Sor, Tramaga e Vale de Açor com sede em Ponte de Sor.

## População
| População da freguesia de Ponte de Sor | População da freguesia de Ponte de Sor | População da freguesia de Ponte de Sor | População da freguesia de Ponte de Sor | População da freguesia de Ponte de Sor | População da freguesia de Ponte de Sor | População da freguesia de Ponte de Sor | População da freguesia de Ponte de Sor | População da freguesia de Ponte de Sor | População da freguesia de Ponte de Sor | População da freguesia de Ponte de Sor | População da freguesia de Ponte de Sor | População da freguesia de Ponte de Sor | População da freguesia de Ponte de Sor | População da freguesia de Ponte de Sor |
| -------------------------------------- | -------------------------------------- | -------------------------------------- | -------------------------------------- | -------------------------------------- | -------------------------------------- | -------------------------------------- | -------------------------------------- | -------------------------------------- | -------------------------------------- | -------------------------------------- | -------------------------------------- | -------------------------------------- | -------------------------------------- | -------------------------------------- |
| 1864                                   | 1878                                   | 1890                                   | 1900                                   | 1911                                   | 1920                                   | 1930                                   | 1940                                   | 1950                                   | 1960                                   | 1970                                   | 1981                                   | 1991                                   | 2001                                   | 2011                                   |
| 2 196                                  | 2 592                                  | 3 096                                  | 3 847                                  | 5 173                                  | 6 698                                  | 8 292                                  | 10 802                                 | 12 782                                 | 13 010                                 | 10 445                                 | 11 611                                 | 9 170                                  | 8 805                                  | 8 958                                  |

Com lugares da Freguesia de Ponte de Sor foram criadas em 1984 as Freguesias de Longomel e de Vale de Açor e, em 1993, a Freguesia de Tramaga

## Património
- Fonte da Vila (meados do séc. XVIII)
- Ponte sobre a Ribeira de Sor
- Edifício dos Paços do Concelho
- Teatro-Cinema
- Hospital Vaz Monteiro
- Igreja Matriz

## Equipamentos
- Pavilhão Gimnodesportivo I, II e III
- Recinto Multiusos /Campo de Treinos
- Centro de Saúde de Ponte de Sor
- Junta de Freguesia de Ponte de Sor
- EB 2,3 João Pedro de Andrade
- Quartel dos Bombeiros Voluntários de Ponte de Sor
- Lar Nossa Sra. do Amparo
- Lar Residencial da Ponte
- Serviço de Finanças de Ponte de Sor
- Estação de Correios
- EB 1 de Ponte de Sor
- Segurança Social
- Multibanco do BES
- Multibanco da Caixa Geral de Depósitos
- Multibanco do Crédito Agrícola
- Multibanco da Generalli
- Multibanco Santander Totta